# Twayne’s world authors series
Twayne's World Authors Series (Abk. TWAS) bzw. mit vollem Titel Twayne's world authors series : a survey of the world's literature ist eine englischsprachige der sogenannten Weltliteratur gewidmete Buchreihe. Die Reihe erscheint seit 1966 überwiegend bei Twayne Publishers in New York, NY. Zahlreiche Fachgelehrte und Übersetzer haben an der Reihe mitgewirkt. Einige erschienen in einer neubearbeiteten Auflage („revisited“). Die Reihe umfasst inzwischen weit über achthundert Bände.
In der folgenden Übersicht finden sich die folgende Angaben: TWAS-Bandnummer, Titel (meist ein Personenname), Verfasser des Bandes, gelegentlich der Herausgeber (editor) und das Land/die Region/Sprache.
Beispiele:
616 Henri Troyat. Nicholas Hewitt. 1984. French literature / David O’Connell, editor
422 West Indian poetry. Lloyd W. Brown. 1978. West Indies / Joseph Jones, editor
Die folgende Übersicht erhebt keinen Anspruch auf Aktualität oder Vollständigkeit:

## Auswahl

### 1–100
- 1 Morley Callaghan. Brandon Conron. 1966. Canada / Joseph Jones, editor
- 2 Uys Krige. Christina van Heyningen; with a biographical study in four chapters by Jacques Berthoud. 1966. South Africa / Joseph Jones, editor
- 3 Gustave Flaubert. Stratton Buck. 1966. France / Maxwell A. Smith, editor
- 4 Homer. Andre Michalopoulos. 1966. Greece / Mary P. Gianos, editor
- 5 Li Ch'ing-chao. Hu Pin-ching. 1966 / Howard S. Levy, editor
- 6 Adam Mickiewicz. David Welsh. 1966. Poland / Adam Gillon, editor
- 7 Jean Giono. Maxwell A. Smith. 1966. France / Maxwell A. Smith, editor
- 8 Bliss Carman. Donald Stephens. 1966. Canada / Joseph Jones, editor
- 9 Louis Becke. A. Grove Day. 1966. Australia / Joseph Jones, editor
- 10 Émile Zola. Elliott M. Grant. 1966. / Maxwell A. Smith, editor
- 11 Rabelais. Marcel Tetel. 1967. France / Maxwell A. Smith, editor
- 12 Alfonso X, el Sabio. John Esten Keller. 1967. Spain
- 13 Sebastian Brant. Edwin H. Zeydel. 1967. Germany / Ulrich Weisstein, editor
- 14 Guillaume Apollinaire. Scott Bates. 1967. France / Maxwell A. Smith, editor
- 14 Guillaume Apollinaire. Scott Bates. 1989. Rev. ed. French literature / David O’Connell, editor
- 15 Miles Franklin. Marjorie Barnard. 1967. Australia / Joseph Jones, editor
- 16 Maria Dąbrowska. Zbigniew Folejewski. 1967. Poland
- 17 Epicurus. George A. Panichas. 1967. Greece
- 18 Alfred de Vigny. James Doolittle. 1967
- 19 Nikolai Nekrasov. M.B. Peppard. 1967. Russia
- 20 Takizawa Bakin Leon M. Zolbrod. 1967.
- 21 Max Frisch. Ulrich Weisstein 1967. Germany. Ulrich Weisstein, editor
- 22 N. G. Chernyshevskii. Francis B. Randall. 1967. Russia
- 23 Federico García Lorca. Carl W. Cobb. 1967
- 24 Jacques Prévert. William E. Baker. 1967. France
- 25 Angelus Silesius. Jeffrey L. Sammons 1967. Germany. Ulrich Weisstein, editor
- 26 Ernst Barlach. Edson M. Chick 1967. Germany. Ulrich Weisstein, editor
- 27 Heinrich Mann. Rolf N. Linn. 1967. Germany. Ulrich Weisstein, editor
- 28 Lope de Vega. Francis C. Hayes. 1967
- 29 Gil Vicente. Jack Horace Parker. 1967. Spain and Portugal. Gerald E. Wade, editor
- 30 Calderón de la Barca. Everett W. Hesse. 1967. Spain
- 31 Joris-Karl Huysmans. George Ross Ridge. 1968. France
- 32 Ingmar Bergman. Birgitta Steene. 1968. Sweden. Leif Sjöberg, editor
- 33 Ethel Wilson. Desmond Pacey. 1967. Canada. Joseph Jones, editor
- 34 Ernest Renan. Richard M. Chadbourne. 1968
- 35 William Satchell. Phillip Wilson. 1968
- 36 Bernard O’Dowd. Hugh Anderson. 1968
- 37 Henry de Montherlant. Robert B. Johnson 1968. France
- 38 Montesquieu. J. Robert Loy. 1968. French Literature
- 39 Ferdinand Raimund. John Michalski. 1968. Austria / Ulrich Weisstein, editor
- 40 Alan Paton. Edward Callan. 1982 Rev. ed. South Africa / Joseph Jones, editor
- 41 Adam Lindsay Gordon. C. F. MacRae. 1968. Australia / Joseph Jones, editor
- 42 Roger Martin du Gard. Catharine Savage. 1968. France. Maxwell A. Smith, editor
- 43 Paul Valéry. Henry A. Grubbs. 1968. France. Maxwell A. Smith, editor
- 44 Jean Genet. Bettina L. Knapp. 1968. France. Maxwell A. Smith, editor
- 44 Jean Genet. Bettina L. Knapp. 1989. Rev. ed. French literature / David O’Connell, editor
- 45 Henryk Sienkiewicz. Mieczysław Giergielewicz. 1968. Poland
- 46 Walther von der Vogelweide. George F. Jones. 1968. Austria / Ulrich Weisstein, editor
- 47 Thomas Mann. Ignace Feuerlicht. 1968. Germany. Ulrich Weisstein, editor
- 48 Mateo Alemán. Donald McGrady. 1968. Spain / Gerald Wade, editor
- 49 James Reaney. Alvin A. Lee. 1968. Canada
- 50 François Villon. Robert Anacker. 1968. France / Maxwell A. Smith, editor
- 51 Benito Jerónimo Feijó. I.L. McClelland. 1969. Spain
- 52 Stéphane Mallarmé. Frederic Chase St. Aubyn 1969. France
- 52 Stéphane Mallarmé. F.C. St. Aubyn. 1989. Updated ed. French literature / David O’Connell, editor
- 53 André Maurois. L. Clark Keating 1969. France
- 54 William Plomer. John Robert Doyle, Jr. 1969. South Africa
- 55 Frank Wedekind. Sol Gittleman. 1969. Germany / Ulrich Weisstein, editor
- 56 Friedrich Hebbel. Sten G. Flygt. 1968. Germany / Ulrich Weisstein, editor
- 57 Jacinto Benavente. Marcelino C. Peñuelas; translated by Kay Engler. 1968. Spain. Gerald Wade, editor
- 58 John Mulgan. P. W. Day. 1968. New Zealand / Joseph Jones, editor
- 59 Archilochos. Frederic Will. 1969. Latin literature / Mary P. Gianos, editor

- 60 Madame de Staël. Helen B. Posgate. 1968. France
- 61 El Inca Garcilaso de la Vega. Donald G. Castanien. 1969. Peru
- 62 Amos Tutuola. Harold R. Collins 1969. Nigeria / Joseph Jones, editor
- 63 Anatole France. Reino Virtanen. 1968. France. Maxwell A. Smith, editor
- 64 Francisco de Rojas Zorrilla. Raymond R. MacCurdy. 1968. Spain
- 65 Günter Grass. W. Gordon Cunliffe. 1969. Germany / Ulrich Weisstein, editor
- 66 Quintilian. George Kennedy. 1969. Latin literature / Philip Levine, editor
- 67 Camilo José Cela. D.W. McPheeters. 1969. Spain
- 68 Laurens van der Post. Frederic I. Carpenter 1969. South Africa
- 69 Albert Camus. Phillip H. Rhein. 1969. France
- 69 Albert Camus. Phillip H. Rhein. 1989. Rev. ed. French literature / David O’Connell, editor
- 70 Johannes Jørgensen. W. Glyn Jones. 1969. Denmark
- 71 Georges Bernanos. William Bush. 1969. France / Maxwell A. Smith, editor
- 72 Eduard Mörike. Helga Slessarev. 1970. Germany / Ulrich Weisstein
- 73 Horace. Kenneth J. Reckford. 1969. Latin literature / Philip Levine, editor
- 74 Elias Venezis. Alexander Karanikas and Helen Karanikas. 1969. Greece / Mary P. Gianos, editor
- 75 Frank Sargeson. H. Winston Rhodes. 1969. New Zealand / Joseph Jones, editor
- 76 Jean Anouilh. Alba Della Fazia 1969. France
- 77 Richard Wagner. 1969. Germany
- 78 Ignacy Krasicki. David J. Welsh. 1969. Poland
- 79 Santa Teresa de Avila. Helmut A. Hatzfeld. 1969. Spain / Gerald Wade, editor
- 80 Pauline Smith. Geoffrey Haresnape 1969. South Africa
- 81 Petrarch. Thomas G. Bergin. 1970. Italy
- 82 Alexander Pushkin. Walter N. Vickery. 1970. Russia
- 82 Alexander Pushkin. Walter N. Vickery.  1992. Rev. ed. Russian literature / Charles A. Moser
- 83 Drama of the storm and stress. Mark O. Kistler 1969. German literature / Ulrich Weisstein, editor
- 84 Jean Cocteau. Bettina Liebowitz Knapp. 1970. France / Maxwell A. Smith, editor
- 84 Jean Cocteau. Bettina L. Knapp. 1989. Updated ed. French literature / David O’Connell, editor
- 85 Vicente Aleixandre. Kessel Schwartz. 1970. Spain
- 86 André Gide. Thomas Cordle. 1969. France
- 86 André Gide. Thomas Cordle.  1993. Updated ed. French literature / David O’Connell, editor
- 87 Friedrich Dürrenmatt. Thomas Cordle. 1969. Switzerland / Ulrich Weisstein, editor
- 88 Enrique González Martínez. John S. Brushwood 1969. Mexico
- 89 Halldór Laxness. Peter Hallberg; translated by Rory McTurk. 1971. Iceland / Leif Sjöberg, editor
- 90 Madame de Lafayette. Stirling Haig. 1970. France / Maxwell A. Smith, editor
- 91 Nicolas Boileau. Julian Eugene White, Jr. 1969. France / Maxwell A. Smith, editor
- 92 Paul Claudel. Harold A. Waters. 1970. France / Maxwell A. Smith, editor
- 93 Hermann Hesse. George Wallis Field. 1970. Germany / Ulrich Weisstein, editor
- 94 Chrétien de Troyes. Urban Tigner Holmes. 1970. France
- 95 Christina Stead. R. G. Geering 1969. Australia / Joseph Jones, editor
- 96 Longus. William E. McCulloh. 1970. Greece
- 97 Petronius. Philip B. Corbett. 1970. Latin literature
- 98 Friedrich Schlegel. Hans Eichner. 1970. Germany / Ulrich Weisstein, editor
- 99 Natsume Soseki. Beongcheon Yu. 1969. Japan
- 100 Tarjei Vesaas. Kenneth G. Chapman. 1970. Norway / Leif Sjöberg, editor

### 101–200
- 101 Chinua Achebe. David Carroll. 1970. Nigeria
- 102 Matsuo Bashō. Makoto Ueda. 1970. Japan
- 103 German baroque poetry. Gerald Gillespie. 1971. Germany / Ulrich Weisstein, editor
- 104 Juan Goytisolo. Kessel Schwartz. 1970. Spain / Gerald E. Wade, editor
- 105 The Heibergs. Henning Fenger; and [translated and edited by] Frederick J. Marker. 1971. Denmark / Leif Sjöberg, editor
- 106 François Mauriac. Maxwell A. Smith. 1970. France / Maxwell A. Smith, editor
- 107 Sigrid Undset. Carl F. Bayerschmidt. 1970. Norway
- 108 Jorge Luis Borges. Martin S. Stabb. 1970. Argentina
- 109 Romain Rolland. Harold March. 1971. French
- 110 Tu Fu. A.R. Davis. 1971. China
- 111 Plutarch. C. J. Gianakaris. 1970. Greece
- 112 Jan Parandowski. George Harjan. 1971. Poland / Adam Gillon, Ludwik Krzyzanowski, editors
- 113 Gotthold Ephraim Lessing. F. Andrew Brown. 1971. Germany / Ulrich Weisstein, editor
- 114 Louis Aragon. Lucille F. Becker. 1971. France / Maxwell A. Smith, editor
- 115 Ugo Foscolo. Douglas Radcliff-Umstead. 1970. Italy
- 116 Karl Kraus. Harry Zohn. 1971. Austria / Ulrich Weisstein, editor
- 117 André Breton. Mary Ann Caws. 1971. France / Maxwell A. Smith, editor
- 117 André Breton. Mary Ann Caws. 1996. [Updated ed.]
- 118 Luis Durand. Donald M. Decker. 1971. Chile / John P. Dyson, editor
- 119 Mariano Azuela. Luis Leal. 1971. Mexico / John P. Dyson, editor
- 120 Andrew Barton Paterson. Lorna Ollif. 1971. Australia / Joseph Jones, editor
- 121 José Santos Chocano. Phyllis W. Rodríguez-Peralta. 1970. Peru
- 122 Miguel Angel Asturias. Richard J. Callan. 1970. Guatemala / John P. Dyson, editor
- 123 Ernesto Sábato. Harley D. Oberhelman. 1970. Argentina
- 124 Ignacio Manuel Altamirano. Chris N. Nacci. 1970. Mexico
- 125 Eduardo Barrios. Ned Davison. 1970. Chile / John P. Dyson, editor
- 126 Dámaso Alonso. Andrew P. Debicki. 1970. Spain
- 127 Emanuel Swedenborg. Inge Jonsson; translated from the Swedish by Catherine Djurklou. 1971. Sweden
- 128 Benjamín Jarnés. J. S. Bernstein. 1972. Spain
- 129 Mazo de la Roche. George Hendrick. 1970. Canada / Joseph Jones, editor
- 130 R. A. K. Mason. Charles Doyle. 1970. New Zealand / Joseph Jones, editor
- 131 The Mahābhārata, attributed to Kṛṣṇa Dvaipāyana Vyāsa. Barend A. Van Nooten. 1971. India / Raul de L. Furtado, editor
- 132 Pierre de Ronsard. K.R.W. Jones. 1970. France
- 133 Henry Lawson. A. A. Phillips. 1970. Australia / Joseph Jones, editor
- 134 Emilia Pardo Bazán. Walter T. Pattison. 1971. Spain
- 135 Nikolaus Lenau. Hugo Schmidt. 1971. German literature / Ulrich Weisstein, editor
- 136 Luis de León. Manuel Durán. 1971. Spain
- 137 Alfred de Musset. Margaret A. Rees. 1971. France / Maxwell A. Smith, editor
- 138 Ramón Pérez de Ayala. Marguerite C. Rand. 1971. Spain
- 139 Hippolyte Taine. Leo Weinstein. 1972. France
- 140 Martin Opitz. Bernhard Ulmer. 1971. Germany / Ulrich Weisstein, editor
- 141 San Juan de la Cruz (Saint John of the Cross). Bernard Gicovate. 1971. Spain / Gerald E. Wade, editor
- 142 Chateaubriand. Richard Switzer. 1971. France / Maxwell A. Smith, editor
- 143 Colonel Don José Cadalso. Russell P. Sebold. 1971. Spain
- 144 Sor Juana Inés de la Cruz. Gerard Flynn. 1971. Mexico
- 145 Kenneth Slessor. Herbert C. Jaffa. 1971. Australia / Joseph Jones, editor
- 146 Pío Baroja. Beatrice P. Patt. 1971. Spain / Gerald Wade, editor
- 147 Marguerite Duras. Alfred Cismaru. 1971. France / Maxwell A. Smith, editor
- 148 Günter Eich. Egbert Krispyn. 1971. Germany / Ulrich Weisstein, editor
- 149 Leandro Fernández de Moratín. John Dowling. 1971. Spain
- 150 Eyvind Johnson. Gavin Orton. 1972. Sweden / Leif Sjöberg, editor
- 151 Carlos Fuentes. Daniel deGuzman. 1972. Mexico / John P. Dyson, editor
- 152 Ana María Matute. Janet Díaz. 1971. Spain
- 153 Quevedo. Donald W. Bleznick. 1972. Spain
- 154 The Marqués de Santillana. David William Foster. 1971. Spain / Gerald E. Wade, editor
- 155 Alfonso Sastre. Farris Anderson. 1971. Spain
- 156 Domingo Faustino Sarmiento. Frances G. Crowley. 1972. Argentina
- 157 Jaime Torres Bodet. Sonja Karsen. 1971. Mexico
- 158 Paul Verlaine. A. E. Carter. 1971. France
- 159 Xavier Villaurrutia. Frank Dauster. 1971. Mexico
- 160 Ramón del Valle-Inclán. Verity Smith. 1973. Spain
- 161 Antonio Machado. Carl W. Cobb. 1971. Spain
- 162 Joachim du Bellay. L. Clark Keating. 1971. France
- 163 Joseph von Eichendorff. Egon Schwarz. 1972. Germany
- 164 José María Gironella. Ronald Schwartz. 1972. Spain
- 165 Hippocrates. Edwin Burton Levine. 1971. Greece
- 166 Jorge Isaacs. Donald McGrady. 1972. Colombia
- 167 Gottfried von Strassburg. Michael S. Batts. 1971. Germany
- 168 A. K. Tolstoy. 1972. Russia
- 169 Hsin Ch'i-chi. Irving Yucheng Lo. 1971. China
- 170 Procopius. J. A. S. Evans. 1972. Greece
- 171 Georg Trakl. Herbert Lindenberger. 1971. Germany
- 172 Charles Sangster. W. D. Hamilton. 1971. Canada / Joseph Jones, editor
- 173 Francis Carey Slater. John Robert Doyle, Jr. 1971. South Africa / Joseph Jones, editor
- 174 Stendhal. Marcel Gutwirth. 1971. France
- 175 Miguel de Unamuno. Martin Nozick. 1971. Spain
- 176 Molière. Hallam Walker. 1971. France
- 176 Molière. Hallam Walker. 1990. Updated ed. French literature / David O’Connell, editor
- 177 The book of songs. William McNaughton. 1971. China
- 178 Jane Mander. Dorothea Turner. 1972. New Zealand / Joseph Jones, editor
- 179 Ramón de la Cruz. John A. Moore. 1972. Spain
- 180 Henry Becque. Lois Boe Hyslop. 1972. France / Maxwell A. Smith, editor
- 181 Gaspar Melchor de Jovellanos. John H. R. Polt. 1971. Spain
- 182 Stefan George. Michael M. Metzger and Erika A. Metzger. 1972. Germany
- 183 The Goncourt brothers. Richard B. Grant. 1972. France
- 184 Chou Tso-jen. Ernst Wolff. 1971. China / William R. Schultz, editor
- 185 The early Spanish ballad. David William Foster. 1971. Spain / Gerald E. Wade, editor
- 186 Miguel Delibes. Janet Diaz. 1971. Spain
- 187 Gonzalo de Berceo. John Esten Keller. 1972. Spain
- 188 Carlos Arniches. Douglas R. McKay. 1972. Spain
- 189 Juan Godoy. Thomas E. Lyon. 1972. Chile
- 190 Gleb Uspensky. Nikita I. Prutskov. Prepared for publication by the Novosti Press Agency (APN) Pub. House, USSR 1972. Russia
- 191 Su Man-shu. Liu Wu-Chi. 1972. China / William R. Schltz, Editor
- 192 Jean Paul Friedrich Richter. Dorothea Berger. 1972. Germany
- 193 Dionysios Solomos. M. Byron Raizis. 1972. Greece
- 194 Paul Scarron. Frederick A. de Armas. 1972. France / Maxwell A. Smith, editor
- 195 Julian Green. Glenn S. Burne. 1972. France
- 196 Georg Kaiser. Ernst Schürer. 1971. Germany
- 197 Kostis Palamas. Thanasis Maskaleris. 1972. Greece
- 198 Anna Akhmatova. Sam N. Driver. 1972. Soviet Union / N. P. Vaslef, editor
- 199 Georges Duhamel. Bettina L. Knapp. 1972. France / Maxwell A. Smith, editor
- 200 Ivan Goncharov. Alexandra Lyngstad and Sverre Lyngstad. 1971. Russia

### 201–300
- 201 Ts'ao Yü. John Y. H. Hu. 1972. China. William R. Schultz, editor
- 202  E. A. Baratynsky. Benjamin Dees 1972
- 203 Manuel Gálvez. Myron I. Lichtblau. 1972. Argentina
- 204 Vasile Alecsandri. Alexandre Cioranescu; [translated into English by Maria Golescu]. 1973. Romania / Eric D. Tappe, editor
- 205 D'Arcy Cresswell. Roderick Finlayson. 1972. New Zealand. Joseph Jones, editor
- 206 Christian Dietrich Grabbe. Roy C. Cowen. 1972. Germany
- 207 André Malraux. Cecil Jenkins. 1972. France / Maxwell A. Smith, editor
- 208 Kālidāsa. K. Krishnamoorthy. 1972. India / M.L. Sharma, editor
- 209 Jean LeClerc. Samuel A. Golden. 1972. Netherlands / Egbert Krispyn, editor
- 210 Alcaeus. Hubert Martin, Jr. 1972. Greece / Mary P. Gianos, editor
- 211 Aristotle. John Ferguson. 1972. Greece / Mary P. Gianos, editor
- 212 Alonso Jerónimo de Salas Barbadillo. Myron A. Peyton. 1973. Spain / Gerald Wade, editor
- 213 Anna Comnena. Rae Dalven. 1972. Greece / Mary P. Gianos, editor
- 214 Pierre Corneille. Claude Abraham. 1972. France
- 215 Georg Forster. Thomas P. Saine. 1972. German literature
- 217 Malcolm Lowry. Joseph Jones. 1972. Canada
- 218 Macropedius. Thomas W. Best. 1972. Dutch literature
- 219 Multatuli. Peter King. 1972. Netherlandic literature
- 220 H. W. D. Manson. Christina van Heyningen and C. O. Gardner. 1972. South Africa / Joseph Jones, editor
- 221 Ignacio de Luzán: Ivy L. McClelland. 1973. Spain
- 222 Khushwant Singh. Vasant Anant Shahane. 1972. India / Mohan Lal Sharma, editor
- 223 Hendrik van Veldeke. John R. Sinnema. 1972. The Netherlands
- 224 Joseph Wittlin. Zoya Yurieff. 1973. Poland
- 225 Boris Pasternak. J.W. Dyck. 1972. Soviet Union
- 226 Javier de Viana. John F. Garganigo. 1972. Uruguay
- 227 Herondas. Frederic Will. 1973. Greece / Mary P. Gianos, editor
- 228 Tomás de Iriarte. Ralph Merritt Cox. 1972. Spain / Gerald Wade, editor
- 229 The German Baroque novel. Hans Wagener. 1973. Germany / Ulrich Weisstein, editor
- 230 Chin Sheng-tʿan. John Ching-yu Wang. 1972. China / William R. Schultz, editor
- 231 Juan Ruiz de Alarcón. Walter Poesse. 1972. Spain
- 232 Mulk Raj Anand. Krishna Nandan Sinha. 1972. India
- 233 Wolfram von Eschenbach. James F. Poag. 1972. Germany
- 234 Raja Rao. M. K. Naika. 1972. India / M. L. Sharma, editor
- 235 V. Blasco Ibáñez. A. Grove Day and Edgar C. Knowlton. 1972. Spain / Gerald E. Wade, editor
- 236 Oswald von Wolkenstein. George F. Jones. 1973. Austria
- 237 Shen Ts'ung-wen. Hua-ling Nieh. 1972. China / Howard S. Levy and William R. Schultz, editors
- 238 Thomas Pringle. John Robert Doyle, Jr. 1972. South Africa
- 239 Ionesco. Allan Lewis. 1972. France
- 240 Paisius Ligarides. Harry T. Hionides. 1972. Greece
- 241 Étienne Pasquier. L. Clark Keating. 1972. France
- 242 Charles Nodier. Hilda Nelson. 1972. France
- 243 Buffon. Otis E. Fellows, Stephen F. Milliken. 1972. France
- 244 Saint-John Perse. René Galand. 1972. France
- 245 H. C. Branner. T. L. Markey. 1973. Denmark / Leif Sjöberg, editor
- 246 Frederick Philip Grove. Margaret R. Stobie. 1973. Canada
- 247 Ivan Krylov. Nikolay Stepanov. 1973. Russian Literature
- 248 Wladyslaw Stanislaw Reymont. Jerzy R. Krzyzanowski. 1972. Poland
- 249 Prosper Mérimée. Maxwell A. Smith. 1972. France
- 250 Nikolay Karamzin. Natalya Kochetkova. 1975. Russia
- 251 Lucas Fernández. John Lihani. 1973. Spain
- 252 Theodor Storm. A. Tilo Alt. 1973. Germany
- 253 Guillén de Castro. William E. Wilson. 1973. Spain
- 254 Lamartine. Charles M. Lombard. 1973. France
- 255 Liu Tsung-yüan. William H. Nienhauser, Jr. [et al.]. 1973. China / William R. Schultz, editor
- 256 Wole Soyinka. Eldred Durosimi Jones. 1973. Nigeria
- 257 Marjorie Barnard and M. Barnard Eldershaw. Louise E. Rorabacher. 1973. Australia / Joseph Jones, editor
- 258 V. S. Naipaul. Robert D. Hamner. 1973. West Indies
- 259 Fernán Caballero. Lawrence H. Klibbe. 1973. Spain
- 260 Antonio Buero Vallejo. Martha T. Halsey. 1973. Spain / Gerald Wade, editor
- 261 Petros Brailas-Armenis. Evanghelos A. Moutsopoulos. 1974.
- 262 Paul Celan. Jerry Glenn. 1973. Germany
- 263 Manuel Tamayo y Baus. Gerard Flynn. 1973. Spain
- 264 Cristóbal de Villalón. Joseph J. Kincaid. 1973. Spain
- 265 Guy de Maupassant. A. H. Wallace. 1973. France
- 266 Luis de Góngora. David William Foster and Virginia Ramos Foster. 1973. Spain
- 267 Pär Lagerkvist: Robert Donald Spector. 1973. Sweden
- 268 Seneca. Anna Lydia Motto. 1973. Latin literature / Philip Levine, editor
- 269 Martin Buber. Werner Manheim. 1974. Germany
- 270 Gottfried August Bürger. Wm. A. Little. 1974. Germany
- 271 Vasily Zhukovsky. Irina M. Semenko. 1976. Russia
- 272 German Dadaist literature : Kurt Schwitters, Hugo Ball, Hans Arp. Rex W. Last. 1973. German literature
- 273 Juan de la Cueva. Richard F. Glenn. 1974. Spain / Gerald E. Wade, editor
- 274 Adalbert Stifter. Margaret Gump. 1974. Austria
- 275 Michel Butor. Michael Spencer. 1974. France / Maxwell A. Smith, editor
- 276 Ion Luca Caragiale. Eric D. Tappe. 1974. Romania
- 277 José María de Pereda. Lawrence H. Klibbe. 1974. Spain / Janet W. Diaz and Gerald Wade, editors
- 277 François Hemsterhuis. Heinz Moenkemeyer. 1975. The Netherlands
- 278 Leconte de Lisle. Robert T. Denommé. 1973. France
- 279 Afanasy Fet. Lydia M. Lotman; translated from the Russian by Margaret Wettlin. 1976. Russia
- 280 Jules Romains. Denis Boak. 1974. France / Maxwell A. Smith, editor
- 281 Dolores Medio. Margaret E. W. Jones. 1974. Spain
- 282 William Heinesen. W. Glyn Jones. 1974. Denmark
- 283 Pedro Salinas. John Crispin. 1974. Spain
- 284 Lautréamont. Wallace Fowlie. 1973. France
- 285 Pierre Loti. Michael G. Lerner. 1974. France
- 286 Robert D. Fitzgerald. A. Grove Day. 1974. Australia / Joseph Jones, editor
- 287 Konstantin Batyushkov. Ilya Z. Serman. 1974. Russia
- 288 Lorenzo de’ Medici. Sara Sturm. 1974. Italy
- 289 Clement of Alexandria. John Ferguson. 1974. 289. Greece
- 290 Alfred Döblin. Wolfgang Kort. 1974. Germany
- 291 Grimmelshausen. Kenneth Negus. 1974. Germany
- 292 Johann Wolfgang Goethe. Liselotte Dieckmann. 1974. Germany / Ulrich Weisstein, editor
- 293 Boris Vian. Alfred Cismaru. 1974. France
- 294 Marivaux. Oscar A. Haac. 1973. France
- 295 Chariton. Gareth L. Schmeling. 1974. Greece
- 296 Karl Marx. Julius Smulkstys. 1974. Germany / Ulrich Weisstein, editor
- 297 Benjamin Constant. John Cruickshank. 1974. France
- 298 Jean de la Bruyère. Edward C. Knox. 1974, 1973. France
- 299 Nikolay Gogol. 1974. Russia
- 300 Georg Büchner. Ronald Hauser. 1974. Germany

### 301–400
- 301 Ludovico Ariosto. Robert Griffin. 1974. Italy
- 302 Juan Meléndez Valdés. R. Merritt Cox. 1974. Spain
- 303 Don Juan Manuel. H. Tracy Sturcken. 1974. Spain
- 304 Pedro Prado. John R. Kelly. 1974. Chile
- 305 Cyprian Norwid. George Gömöri. 1974. Poland / Irene Nagurski, editor
- 306 Marie de France. Emanuel J. Mickel, Jr. 1974. French literature
- 307 Ramón J. Sender. Charles L. King. 1974. Spain
- 308 Agustín Moreto. James A. Castañeda. 1974. Spain
- 309 Östen Sjöstrand. Staffan Bergsten. 1974. Sweden / Leif Sjöberg, editor
- 310 Diego de San Pedro. Keith Whinnom. 1974. Spain / Gerald E. Wade, Janet Winecoff Díaz, editors
- 311 Johan Borgen. Randi Birn. 1974. Norway / Leif Sjöberg, editor
- 312 Victor Hugo. John Porter Houston. 1974. France / Maxwell A. Smith, editor
- 312 Victor Hugo. John Porter Houston. 1988. Rev. ed. French literature / David O’Connell, editor
- 313 Takis Papatsonis. Kostas Myrsiades. 1974. Greece / Mary P. Gianos, editor
- 314 Jacob Bidermann. Thomas W. Best. 1975. Germany / Ulrich Weisstein, editor
- 315 Nadine Gordimer. Robert F. Haugh. 1974. South Africa
- 316 Juan Valera. Cyrus DeCoster.1974. Spain / Gerald E. Wade, Janet Winecoff Díaz, editors
- 317 Montaigne. Marcel Tetel. 1974. France
- 317 Montaigne. Marcel Tetel. 1990. Updated ed. French literature / David O’Connell, editior
- 318 Arthur Adamov. John H. Reilly. 1974. France / Maxwell A. Smith, editor
- 319 Shiga Naoya. Francis Mathy. 1974. Japan
- 320 Chiang Kuei. Timothy A. Ross. 1974. China / William R. Schultz, editor
- 321 Ludvig Holberg. F. J. Billeskov Jansen. 1974. Denmark
- 322 Paul Éluard. Robert Nugent. 1974. France / Maxwell A. Smith, editor
- 323 Ernst Jünger. Gerhard Loose. 1974. Germany / Ulrich Weisstein, editor
- 324 Graciliano Ramos. Richard A. Mazzara. 1974. Brazil / John P. Dyson, editor
- 325 Subramanya Bharati. Kuldip K. Roy. 1974. India / M. L. Sharma, editor
- 326 Gérard de Nerval. Robert Emmet Jones. 1974. France / Maxwell A. Smith, editor
- 327 Douglas Stewart. Clement Semmler. 1974. Australia / Joseph Jones, editor
- 328 Jacques Perk. René Breugelmans. 1974. Netherlands / Egbert Krispyn, editor
- 329 Cervantes. Manuel Durán. 1974. Spain / Gerald E. Wade, Janet Winecoff Díaz
- 330 Jan Kochanowski. David J. Welsh. 1974. Poland / Dr. Irene Nagurski, editor
- 331 Bertolt Brecht. Claude Hill. 1975. Germany / Ulrich Weisstein, editor
- 332 Vance and Nettie Palmer. Vivian Smith. 1975. Australia / Joseph Jones, editor
- 333 Enrique Jardiel Poncela. Douglas R. McKay. 1974. Spain / Gerald E. Wade, Janet Winecoff Díaz, editors
- 334 Beaumarchais. Joseph Sungolowsky. 1974. France / Maxwell A. Smith, editor
- 335 Francisco Delicado. Bruno M. Damiani. 1974. Spain / Gerald Wade, Janet W. Díaz, editors
- 336 The contemporary Spanish theater, 1949–1972. Marion P. Holt. 1975. Spain / Gerald Wade, editor
- 337 Baltasar Gracián. Virginia Ramos Foster. 1975. Spain / Gerald Wade, editor
- 338 Ramón Gómez de la Serna. Rita (Mazzetti) Gardiol. 1974. Spain / Janet Winecoff Díaz, Gerald E. Wade, editors
- 339 George Theotokas. Thomas Doulis. 1975. Greece / Mary P. Gianos, editor
- 340 Manohar Malgonkar. James Y. Dayananda. 1974. India / M.L. Sharma, editor
- 341 Benito Pérez Galdós. Walter T. Pattison. 1975. Spain / Gerald Wade, editor
- 342 Maurice Maeterlinck. Bettina Knapp. 1975. France / Maxwell A. Smith, editor
- 343 Bhabani Bhattacharya. Dorothy Blair Shimer. 1975. India / Mohan L. Sharma, editor
- 344 Alexander Bestuzhev-Marlinsky. Lauren G. Leighton. 1975.
- 345 Jawaharlal Nehru. John B. Alphonso-Karkala. 1975. India / M.L. Sharma, editor
- 346 Claude Simon. Salvador Jiménez-Fajardo. 1975. France / Maxwell A. Smith, editor
- 347 José-Maria de Heredia. Alvin Harms. 1975. France / Maxwell A. Smith, editor
- 348 Dazai Osamu. James A. O’Brien. 1975. Japan
- 349 Garcilaso de la Vega. Bernard Gicovate. 1975. Spain / Gerald Wade, editor
- 350 Yannis Manglis. Harry T. Hionides. 1975. Greece / Mary P. Gianos, editor
- 351 Benedict de Spinoza. Henry E. Allison. 1975. The Netherlands
- 352 Juan Pérez de Montalván. Jack Horace Parker. 1975. Spain / Gerald Wade, editor
- 353 Desiderius Erasmus. J. Kelley Sowards. 1975. The Netherlands / Egbert Krispyn, editor
- 354 José María de Pereda. Lawrence H. Klibbe. 1975. Spain / Janet W. Díaz, Gerald Wade, editors
- 355 Mori Ōgai. J. Thomas Rimer. 1975.
- 356 Hjalmar Bergman. Erik Hjalmar Linder; translated from the Swedish by Catherine Djurklou. 1975. Sweden / Leif Sjöberg, editor
- 357 Sigmund Freud. Gerald Levin. 1975. Austria / Ulrich Weisstein, editor
- 358 Jean Mairet. William A. Bunch. 1975. France / Maxwell A. Smith, editor
- 359 Benjamin Péret. J. H. Matthews. 1975. France / Maxwell A. Smith, editor
- 360 Antonio de Guevara. Joseph R. Jones. 1975. Spain / Gerald E. Wade, Janet Winecoff Díaz, editors
- 361 Arnold Zweig. George Salamon. 1975. [German literature] / Ulrich Weisstein, editor
- 362 Théophile Gautier. Richard B. Grant. 1975. France / Maxwell A. Smith, editor
- 363 Peter McArthur. Alec Lucas. 1975. Canada / Joseph Jones, editor
- 364 Neidhart von Reuental. Eckehard Simon. 1975. Germany / Ulrich Weisstein, editor
- 365 Arthur Shearly Cripps. John Robert Doyle, Jr. 1975. Rhodesia / Joseph Jones, editor
- 366 Henry Handel Richardson (Ethel Florence Lindesay Richardson). William D. Elliott. 1975. Australia / Joseph Jones, editor
- 367 Juan Timoneda. John J. Reynolds. 1975. Spain / Janet W. Díaz, Gerald Wade, editor[s]
- 368 Fernando de Rojas. Peter N. Dunn. 1975. Spain / Janet W. Díaz, Gerald E. Wade, editors
- 369 Arthur Rimbaud. F. C. St. Aubyn. 1975. France
- 369 Arthur Rimbaud. F.C. St. Aubyn. 1988. Updated ed. French literature / David O’Connell, editor
- 370 Kung Tzu-chen. Shirleen S. Wong. 1975. China / William Schultz, editor
- 371 The Valencian dramatists of Spain’s golden age. John G. Weiger. 1976. Spain
- 372 Amadis de Gaula. Frank Pierce. 1976. Spain / Janet W. Díaz, Gerald Wade, editors
- 373 Contemporary Spanish poetry (1898–1963). Carl W. Cobb. 1976. Spain / Gerald Wade, Janet Díaz, editors
- 374 Liang Chien-wen Ti. John Marney. 1976. China / William Schultz, editor
- 375 The moorish novel : " El Abencerraje" and Pérez de Hita. María Soledad Carrasco-Urgoiti. 1976. Spain / Janet W. Díaz, Gerald Wade, editor
- 376 Claude Tillier. Melvin B. Yoken. 1976. France / Maxwell A. Smith, editor
- 377 Juan Pablo Forner. Gilbert Smith. 1976. Spain / Janet W. Díaz, Gerald Wade, editors
- 378 The poem of the Cid. Edmund de Chasca. 1976. Spain / Janet W. Díaz, Gerald Wade, editors
- 379 Juan Ramón Jiménez. Donald F. Fogelquist. 1976. Spain / Janet D. Díaz, Gerald Wade, editors
- 380 Alphonse Daudet. Alphonse V. Roche. 1976. France
- 381 Franz Kafka. Meno Spann. 1976. Germany / Ulrich Weisstein, editor
- 382 Eleanor Dark. A. Grove Day. 1976. Australia / Joseph Jones, editor
- 383 Price Warung (William Astley). Barry Andrews. 1976.
- 384 James K. Baxter. Charles Doyle. 1976. New Zealand / Joseph Jones, editor
- 385 Ramón de Mesonero Romanos. Richard A. Curry. 1976. Spain / Janet W. Díaz, Gerald A. Wade, editors
- 386 Hsiao Hung. Howard Goldblatt. 1976. China / William R. Schltz, editor
- 387 Henry Kendall. W. H. Wilde. 1976.
- 388 Alexandre Dumas père. Richard S. Stowe. 1976. France / Maxwell A. Smith, editor
- 389 Francesco Guicciardini. Peter E. Bondanella. 1976. Italy / Carlo Golino, editor
- 390 Georg Brandes. Bertil Nolin. 1976. Denmark / Leif Sjöberg, editor
- 391 Marcel Pagnol. C. E. J. Caldicott. 1977. France
- 392 Søren Kierkegaard. Brita K. Stendahl. 1976. Denmark / Leif Sjöberg, editor
- 393 Paul Bourget. Armand E. Singer. 1976. France / Maxwell A. Smith, editor
- 394 Kjeld Abell. Frederick J. Marker. 1976. Denmark / Leif Sjoberg, editor
- 395 Diego de Torres Villarroel. I. L. McClelland. 1976. Spain / Janet W. Díaz, Gerald Wade, editors
- 396 Eduardo Marquina. Manuel de la Nuez. 1976. Spain / Gerald Wade, Janet W. Díaz, editors
- 397 Vilhelm Grønbech. P. M. Mitchell. 1978 Denmark / Leif Sjöberg, editor
- 398 Alfonso Martínez de Toledo. E. Michael Gerli. 1976. Spain / Janet W. Díaz, Gerald Wade, editors
- 399 Juan del Encina. Henry W. Sullivan. 1976. Spain / Gerald E. Wade, Janet W. Díaz, editors
- 400 John Coulter. Geraldine Anthony. 1976. Canada / Joseph Jones, editor

### 401–500
- 401 Carl Jonas Love Almqvist. Bertil Romberg; translated from the Swedish by Sten Lidén. 1977. Sweden / Leif Sjöberg, editor
- 402 Rabindranath Tagore. Mary M. Lago. 1976. India / Mohan Lal Sharma, editor
- 403 Bhartṛhari. Harold G. Coward. 1976. India / Mohan Lal Sharma, editor
- 404 Marcel Proust. Patrick Brady. 1977. France
- 405 Mendele Mocher Seforim. Theodore L. Steinberg. 1977 Yiddish literature / Edward Alexander, editor
- 406 Aristotelis Valaoritis. Constantine Santas. 1976. Greece / John P. Anton, editor
- 407 Joseph de Maistre. Charles M. Lombard. 1976. France
- 408 St. Thomas Aquinas. Ralph McInerny. 1977. Italy
- 409 Saint Francis of Assisi. Lawrence S. Cunningham. 1976. Italy / Carlo Golino, editor
- 410 August Strindberg. Walter Johnson. 1976. Sweden / Leif Sjöberg, editor
- 411 Alessandro Manzoni. Gian Piero Barricelli. 1976. Italy / Carlo Golino, editor
- 412 Gregorio and María Martínez Sierra. Patricia W. O’Connor. 1977. Spain
- 413 Yang Wan-li. J. D. Schmidt. 1976. China / William R. Schultz, editor
- 414 Meïr Goldschmidt. Kenneth H. Ober. 1976. Denmark / Leif Sjöberg, editor
- 415 Janet Frame. Patrick Evans. 1977. New Zealand / ?, editor
- 416 Louis-Ferdinand Céline. David O’Connell. 1976. France
- 417 Ezekiel Mphahlele. Ursula A. Barnett. 1976. South Africa
- 418 André Chénier. Richard A. Smernoff. 1977 France / Maxwell A. Smith, editor
- 419 Martin A. Hansen. Faith and Niels Ingwersen. 1976. Denmark / Leif Sjöberg, editor
- 420 Edmond Rostand. Alba della Fazia Amoia. 1978. France / Maxwell A. Smith, editor
- 421 German expressionist drama. J. M. Ritchie. 1976. 421 Germany
- 422 West Indian poetry. Lloyd W. Brown. 1978. West Indies. Joseph Jones, editor
- 422 West Indian poetry. Lloyd W. Brown. 1978.
- 423 Juan Rodríguez de la Cámara. Martin S. Gilderman. 1977 Spain / Janet W. Díaz, editor
- 424 Maurice Scève. Ruth E. Mulhauser. 1977 France / ?, editor
- 425 Diderot. Otis Fellows. 1977 France / Maxwell A. Smith, editor
- 425 Diderot. Otis Fellows. 1989. Updated ed. French literature / David O’Connell, editor
- 426 J. M. G. LeClézio. Jennifer R. Waelti-Walters. 1977 France / Maxwell A. Smith, editor
- 427 Lu You. Michael S. Duke. 1977 China / William Schultz, editor
- 428 René Char. Mary Ann Caws. 1977 France / Maxwell A. Smith, editor
- 429 Charles Baudelaire. A.E. Carter. 1977 France
- 430 Lars Ahlin. Torborg Lundell. 1977 Sweden / Leif Sjöberg, editor
- 431 Francisco López de Úbeda. Bruno Mario Damiani. 1977 Spain / ?, editor
- 432 Kōda Rohan. Chieko Irie Mulhern. 1977. Japan
- 433 Eduardo Mallea. H. Ernest Lewald. 1977 Argentina
- 434 Jonas Lie. Sverre Lyngstad. 1977 Norway / Leif Sjöberg, editor
- 435 Klaus Mann. Peter T. Hoffer. 1978 Germany / Ulrich Weisstein, editor
- 436 Miguel Mihura. Douglas R. McKay. 1977. Spain / Gerald Wade, Janet W. Díaz, editors
- 437 Diego de Saavedra Fajardo. John Dowling. 1977. Spain / Gerald Wade, Janet W. Díaz, editors
- 438 Fray Luis de Granada. John A. Moore. 1977. Spain
- 439 Roy Campbell. John Povey. 1977. South Africa
- 440 Vicente Espinel. A. Antony Heathcote. 1977. Spain / Gerald Wade, Janet W. Díaz, editors
- 441 Mademoiselle de Scudéry. Nicole Aronson; translated by Stuart R. Aronson. 1978. France / Maxwell A. Smith, editor
- 442 Yüan Chen. Angela C. Y. Jung Palandri. 1977. China / William E. Schultz, editor
- 443 Agrippa d’Aubigné. Keith Cameron. 1977. France / Maxwell A. Smith, editor
- 444 Fernand Crommelynck. Bettina L. Knapp. 1978. France / Maxwell A. Smith, editor
- 445 Tirso de Molina. Margaret Wilson. 1977. Spain
- 446 Rosalía de Castro. Kathleen Kulp-Hill. 1977. Spain / Gerald Wade, Janet W. Díaz, editors
- 447 Xavier de Maistre. Charles M. Lombard. 1977. France / Maxwell A. Smith, editor
- 448 Li Yü. Nathan K. Mao and Liu Tsʿun-yan. 1977. 447 [i.e. 448]. China / William Schultz, editor
- 449 Mira de Amescua. James A. Castañeda. 1977. Spain / Gerald Wade, Janet W. Díaz, editors
- 450 Francisco Ayala. Estelle Irizarry. 1977. Spain / Janet W. Díaz, editor
- 451 Carlos Pellicer. Edward J. Mullen. 1977. Mexico / Luis Dávila, editor
- 452 The Duke of Rivas. Gabriel Lovett. 1977. Spain
- 453 Charles-Augustin Sainte-Beuve. Richard McClain Chadbourne. 1978. France / Maxwell A. Smith, editor
- 454 Maurice Barrès. Anthony A. Greaves. 1978. France / Maxwell A. Smith, editor
- 455 Luis Cernuda. Salvador Jimenez-Fajardo. 1978. Spain / Janet W. Díaz, editor
- 456 Georges Simenon. Lucille Frackman Becker. 1977. France / Maxwell A. Smith, editor
- 457 Alonso de Castillo Solórzano. Alan Soons. 1978. Spain / Janet W. Díaz, editor
- 458 Jean Racine. Claude Abraham. 1977. France
- 459 Elena Quiroga. Phyllis Zatlin Boring. 1977. Spain / Janet W. Díaz, editor
- 460 Sholom Aleichem. Joseph Butwin and Frances Butwin. 1977. Yiddish literature / Edward Alexander, Fred Lukoff, editors
- 461 G. W. F. Hegel. Clark Butler. 1977. Germany / Ulrich Weisstein, editor
- 462 Kálmán Mikszáth. Steven C. Scheer. 1977. Hungary / Enikö Molnár Basa, editor
- 463 Rolf Hochhuth. 1977. Germany / Ulrich Weisstein, editor
- 464 Miguel Hernández. Geraldine Cleary Nichols. 1978. Spain / Janet W. Díaz, editor
- 465 Henri Michaux. Virginia A. La Charité. 1977. France / Maxwell A. Smith, editor
- 466 Adelardo López de Ayala. Edward V. Coughlin. 1977. Spain
- 467 Charles Péguy. F. C. St. Aubyn. 1977. France / Maxwell A. Smith, editor
- 468 Barbey d’Aurevilly. Armand B. Chartier. 1977. France / Maxwell A. Smith, editor
- 469 Juan Carlos Onetti. Djelal Kadir. 1977. Uruguay
- 470 Antonio Fogazzaro. Robert A. Hall, Jr. 1978. Italy / Carlo Golino, editor
- 471 Jean-Jacques Rousseau. George R. Havens. 1978. France
- 472 Randolph Stow. Ray Willbanks. 1978. Australia / Joseph Jones, editor
- 473 Lars Gyllensten. Hans Isaksson; translated from the Swedish by Katy Lissbrant. 1978. Sweden / Leif Sjöberg, editor
- 474 Jacques Maritain. John M. Dunaway. 1978. France
- 475 Juan Boscán. David H. Darst. 1978. Spain / Gerald Wade, Janet W. Díaz, editors
- 476 Kao Shih. Marie Chan. 1978. China / William R. Schultz, editor
- 477 Daniel Heinsius. Barbara Becker-Cantarino. 1978. The Netherlands
- 478 Sergey Esenin. Constantin V. Ponomareff. 1978. Soviet Union
- 479 Alexander Solzhenitsyn. Andrej Kodjak. 1978. Russia / Charles Moser, editor
- 480 Conrad Ferdinand Meyer. Marianne Burkhard. 1978. Germany
- 481 Alexander Kuprin. Nicholas Luker. 1978. Russia
- 482 Aristophanes. Lois Spatz. 1978. Greece / John P. Anton, editor
- 483 Gabriel Celaya. Sharon Keefe Ugalde. 1978. Spain / Janet W. Díaz, editor
- 484 Ramiro de Maeztu. Ricardo Landeira. 1978. Spain / Janet W. Díaz, Gerald E. Wade, editors
- 485 Hermann Broch. Ernestine Schlant. 1978. Germany / Ulrich Weisstein, editor
- 486 Heriberto Frías. James W. Brown. 1978. Mexico / Luis Davila, editor
- 487 Manuel Bretón de los Herreros. Gerard Flynn. 1978. Spain / Janet W. Díaz, Gerald Wade, editors
- 488 Munshi Prem Chand. Govind Narain. 1978. India / Mohan Lal Sharma, editor
- 489 Giovanni Verga. Giovanni Cecchetti. 1978. Italy / Carlo Golino, editor
- 490 William Charles Scully. John Robert Doyle, Jr. 1978. South Africa / Joseph Jones, editor
- 491 Villiers de l’Isle-Adam. William T. Conroy, Jr. 1978. France
- 492 Antonin Artaud. Julia F. Costich. 1978. France
- 493 Snorri Sturluson. Marlene Ciklamini. 1978. Iceland / Leif Sjöberg, editor
- 494 Ludwig Thoma. Bruno F. Steinbruckner. 1978. Germany / Ulrich Weisstein, editor
- 495 Wu Ching-tzu. Timothy C. Wong. 1978. China / William Schultz, editor
- 496 Pa Chin. Nathan K. Mao. 1978. China / William Schultz, editor
- 497 Cristóbal de Virués. John G. Weiger. 1978. Spain / Gerald E. Wade, editor
- 498 Tung Yüeh. Frederick P. Brandauer. 1978. China / William Schultz, editor
- 499 Fernando Arrabal. Peter L. Podol. 1978. Spain / Janet W. Díaz, editor
- 500 Nikolay Gumilev. Earl D. Sampson. 1979. Russia

### 501–600
- 501 Juan Eugenio Hartzenbusch. Carmen Iranzo. 1978. Spain. Janet W. Díaz, editor
- 502 Choderlos de Laclos. Ronald C. Rosbottom. 1978. France
- 503 J.L. Runeberg. Tore Wretö; translated in collaboration with the author, by Zelek S. Herman. 1980. Finland / Leif Sjöberg, editor
- 504 Sinclair Ross. Lorraine McMullen. 1979. Canada / Joseph Jones, editor
- 505 José Asunción Silva. Betty Tyree Osiek. 1978. Colombia literature.
- 506 João Guimarães Rosa. Jon S. Vincent. 1978. Brazil
- 507 Augusto Roa Bastos. David William Foster. 1978. Paraguay
- 508 Christian Morgenstern. Erich P. Hofacker.  1978. Germany / Ulrich Weisstein, editor
- 509 Ernst Toller. Malcolm Pittock. 1979. Germany / Ulrich Weisstein, editor
- 510 Witold Gombrowicz. Ewa M. Thompson. 1979. Poland
- 511 Tristan Corbière. Robert L. Mitchell. 1979. France / Maxwell A. Smith, editor
- 512 Charles-Ferdinand Ramuz. David Bevan. 1979. France / Maxwell A. Smith, editor
- 513 Jean Giraudoux. John H. Reilly. 1978. France / Maxwell A. Smith, editor
- 514 Frank Dalby Davison. Louise E. Rorabacher. 1979. Australia / Joseph Jones, editor
- 515 Feng Chih. Dominic Cheung. 1979. China / William R. Schultz, editor
- 516 René Marqués. Eleanor J. Martin. 1979. Puerto Rico / Luis Davila, editor
- 517 José Donoso. George R. McMurray. 1979. A survey of the world's literature
- 518 Elio Vittorini. Joy Hambuechen Potter. 1979. Italy / Carlo Golino, editor
- 519 Alfonsina Storni. Sonia Jones. 1979. A survey of the world's literature, Argentina / Luis Davila, editor
- 520 Luis Romero. Luis González-del-Valle and Bradley A. Shaw. 1979. Spain / Janet W. Díaz, editor
- 521 Clemente Rebora. Margherita Marchione. 1979. Italy / Carlo Golino, editor
- 522 Bartolomé de Torres Naharro. John Lihani. 1979. Spain / Janet W. Díaz, Gerald E. Wade, editors
- 523 Nikolay Leskov. K.A.Lantz. 1979. Russia
- 524 Henrik Pontoppidan. P. M. Mitchell. 1979. Denmark / Leif Sjoberg, editor
- 525 Wilhelm Busch. Dieter P. Lotze. 1979. Germany
- 526 Eighteenth-century Spanish literature. R. Merritt Cox. 1979. Spain / Janet W. Díaz, Gerald Wade, editors
- 527 Johann Georg Hamann. James C. O’Flaherty. 1979. Germany / Ulrich Weisstein, editor
- 528 Christoph Martin Wieland. John A. McCarthy. 1979. Germany
- 529 Ignacio Aldecoa. Robin Fiddian. 1979. Spain
- 530 Pʿi Jih-hsiu. William H. Nienhauser, Jr. 1979. China / William Schultz, editor
- 531 Ralph Gustafson. Wendy Keitner. 1979. Canada / Joseph Jones, editor
- 532 Simone de Beauvoir. Konrad Bieber. 1979. France
- 533 Masamune Hakuchō. Robert Rolf. 1979. Japan / Roy B. Teele, editor
- 534 Nathalie Sarraute. Gretchen Rous Besser. 1979. France / Maxwell A. Smith, editor
- 535 A.J.M. Smith. John Ferns. 1979. Canada / Joseph Jones, editor
- 536 Janus Secundus. George Schoolfield. 1980. Netherlands / Egbert Krispyn, editor
- 537 Li Ho. Kuo-chʿing Tu. 1979. China / William Schultz, editor
- 538 Earle Birney. Peter Aichinger. 1979. Canada / Joseph Jones, editor
- 539 Ishikawa Takuboku. Yukihito Hijiya. 1979. Japan
- 540 Víctor Ruiz Iriarte. Phyllis Zatlin.  1980. Spain
- 541 Honoré de Balzac. Diana Festa-McCormick.  1979. France
- 542 Fénelon. James Herbert Davis, Jr. 1979. France / Maxwell A. Smith, editor
- 543 German expressionist poetry. Roy F. Allen. 1979. Germany / Ulrich Weisstein, editor
- 544 Rafael Arévalo Martínez. María A. Salgado. 1979. Guatemala
- 545 Mariano Picón Salas. Thomas D. Morin. 1979. Venezuela literature.
- 546 Tomás Carrasquilla. Kurt L. Levy. 1980. Colombia
- 547 Eugène Scribe. Helene Koon and Richard Switzer. 1980. France
- 548 Nirad C. Chaudhuri. Chetan Karnani. 1980. India / Mohan Lal Sharma, editor
- 549 Pedro Antonio de Alarcón. Cyrus DeCoster. 1979. Spain / Gerald Wade, editor
- 550 Jacques Audiberti. Constantin Toloudis.  1980. France / Maxwell A. Smith, editor
- 551 Duiliu Zamfirescu. Sanda Stolojan. 1980. Romania / Ecir D. Tappe, editor
- 552 Xavier Herbert. Laurie Clancy. 1981. Australia / Joseph Jones, editor
- 553 José López Rubio. Marion Peter Holt. 1980. Spain / Janet W. Diaz, editor
- 554 Rafael Dieste. Estelle Irizarry. 1979. Spain / Janet W. Díaz, editor
- 555 Kaneko Mitsuharu. James R. Morita. 1980. Japan.
- 556 Novalis. John Neubauer. 1980. Germany / Ulrich Weisstein, editor
- 557 The Spanish picaresque novel. Peter N. Dunn. 1979. Spain
- 558 Nicolás Fernández de Moratín. David Thatcher Gies. 1979. Spain / Janet W. Diaz and Gerald E. Wade, editors
- 559 Concha Espina. Mary Lee Bretz. 1980. Spain
- 560 Denis Fonvizin. Charles A. Moser. 1979. Russian literature.
- 561 Emilio Carballido. Margaret Sayers Peden. 1980. Mexico
- 562 Kuan Yün-Shih. Richard John Lynn. 1980. China / William R. Schultz, editor
- 563 Dante Alighieri. Ricardo J. Quinones. 1979. Italy / Carlo Golino, editor
- 563 Dante Alighieri. Ricardo J. Quinones. 1998. Updated ed. Italian literature
- 564 Jean Rotrou. Joseph Morello.  1980. France / Maxwell A. Smith, editor
- 565 Antonio García Gutiérrez. Carmen Iranzo. 1980. Spain
- 566 Yankev Glatshteyn. Janet Hadda. 1980. Yiddish / Edward Alexander, editor
- 567 Pierre Reverdy. Jean Schroeder.  1981. France / Maxwell A. Smith, editor
- 568 Anton Chekhov. Irina Kirk; [frontispiece drawing by Evan Smith Robinson]. 1981. Russia / editor of this volume Charles Moser
- 569 Tristan L’Hermite. Claude Abraham.  1980. France / Maxwell A. Smith, editor
- 570 J. V. Foix. Patricia J. Boehne. 1980. Spain / Janet Diaz, editor
- 571 Blaise Cendrars. Monique Chefdor. 1980. France / Maxwell A. Smith, editor
- 572 The Spanish sacramental plays. Ricardo Arias y Arias. 1980. Spain
- 573 Jens Peter Jacobsen. Niels Lyhne Jensen. 1980 Denmark / Leif Sjöberg, editor
- 574 Ferenc Molnár. Clara Györgyey. 1980. Hungary / Enikö Molnár Basa, editor
- 575 The Spanish pastoral novel. Amadeu Solé-Leris. 1980. Spain / Janet W. Diaz, editor
- 576 Tseng Pʿu. Peter Li. 1980. China / William R. Schultz, editor
- 577 Francis Ponge. Martin Sorrell. 1981. France / Maxwell A. Smith, editor
- 578 Charles Fourier. M. C. Spencer. 1981. France / Maxwell A. Smith, editor
- 579 Mihály Vitéz Csokonai. Anna B. Katona. 1980. Hungary / Enikö Molnár Basa, editor
- 580 Wen I-to. Kai-yu Hsu. 1980. China / William Schultz, editor
- 581 Valentin Kataev. Robert Russell. 1981. Russia / Charles Moser, editor
- 582 Isaac Bashevis Singer. Edward Alexander. 1980. Yiddish
- 583 Voltaire. Peyton Richter and Ilona Ricardo. 1980. France / Maxwell A. Smith, editor
- 584 Vilhelm Moberg. Philip Holmes. 1980. Sweden / Leif Sjöberg, editor
- 585 Jean-François Regnard. Gifford P. Orwen. 1982. France / Maxwell A. Smith, editor
- 586 Contemporary Polish poetry, 1925–1975. Madeline G. Levine. 1981. Poland / Irene Nagurski, editor
- 587 Sándor Petőfi. Enikő Molnár Basa. 1980. Hungary
- 588 Jaime Salom. Phyllis Zatlin-Boring. 1982. Spain / Janet Pérez, editor
- 589 Callimachus. John Ferguson. 1980. Greece
- 590 Ion Barbu. Alexandre Cioranescu; [translated by E.D. Tappe]. 1981 Rumania / Eric Tappe, editor
- 591 Margaret Laurence. Patricia Morley. 1981. Canadian literature
- 592 The West Indian novel. Michael Gilkes. 1981. West Indies / Robert McDowell, editor
- 593 Ricardo Palma. Merlin D. Compton. 1982. [Latin American literature] / Luis Davila, editor
- 594 Wilhelm Raabe. Horst S. Daemmrich. 1981. Germany / Ulrich Weisstein, editor
- 595 Heimito von Doderer. Michael Bachem. 1981. Germany / Ulrich Weisstein, editor
- 596 Madame de Sévigné. Charles G. S. Williams. 1981. France
- 597 Valery Larbaud. John L. Brown. 1981. France / Maxwell A. Smith, editor
- 598 Lino Novás Calvo. Raymond D. Souza. 1981. Cuba
- 599 Gertrudis Gómez de Avellaneda. Hugh A. Harter. 1981. Spain / Janet W. Diaz, editor
- 600 Derek Walcott. Robert D. Hamner. 1981. Caribbean / Robert McDowell, editor
- 600 Derek Walcott. Robert D. Hamner.  1993. Updated ed. Caribbean literature

### 601–700
- 601 Carmen Laforet. Roberta Johnson. 1981. Spain
- 602 Gwen Pharis Ringwood. Geraldine Anthony. 1981. Canada / Robert Lecker, editor
- 603 Friedrich Schiller. John D. Simons. 1981. Germany / Ulrich Weisstein, editor
- 604 Azorín (José Martínez Ruiz). Kathleen M. Glenn. 1981. Spain / Janet W. Díaz, editor
- 605 German poetic realism. Clifford Albrecht Bernd. 1981. Germany / Ulrich Weisstein, editor
- 606 Wang Wei. Marsha L. Wagner. 1981. China / William Schultz, editor
- 607 Li Po-Yuan. Douglas Lancashire. 1981. China / William Schultz, editor
- 608 Li Ju-chen. Hsin-sheng C. Kao. 1981. China / William Schultz, editor
- 609 Theocritus. Steven F. Walker. 1980. Greece
- 610 Carl Zuckmayer. Siegfried Mews.  1981. Germany / Ulrich Weisstein, editor
- 611 Alexander Ostrovsky. Marjorie L. Hoover. 1981. Russia
- 612 Hans Christian Andersen. Bo Grønbech. 1980. Denmark
- 613 Xenophon of Ephesus. Gareth L. Schmeling. 1980. Greece / Ruth Scodel, editor
- 614 Roland Barthes. George R. Wasserman. 1981. France
- 615 Clemens Brentano. John F. Fetzer. 1981. Germany / Ulrich Weisstein, editor
- 616 Henri Troyat. Nicholas Hewitt. 1984. French literature / David O’Connell, editor
- 617 Imre Madách. Dieter P. Lotze. 1981. Hungary / Enikő Molnár Basa, editor
- 618 Francisco Martínez de la Rosa. Robert Mayberry and Nancy Mayberry. 1988. Spanish literature / Janet Pérez, editor
- 619 Juan Huarte de San Juan. Malcolm K. Read. 1981. Spain / Gerald E. Wade and Janet W. Díaz, editors
- 620 France Prešeren. Henry Ronald Cooper, Jr. 1981. Yugoslavia / John Loud, editor
- 621 Konjaku monogatari-shū. W. Michael Kelsey. 1982. Japan
- 622 Heinrich Böll. Robert C. Conard.  1981. Germany / Ulrich Weisstein, editor
- 623 Wang Chʿang-ling. Joseph J. Lee. 1982.
- 624 José Ortega y Gasset. Victor Ouimette. 1982. Spain
- 625 Auguste Comte. Arline Reilein Standley. 1981. France / Maxwell A. Smith, editor
- 626 New Zealand drama. Howard McNaughton. 1981. New Zealand / Joseph Jones, editor
- 627 Vsevolod Garshin. Edmund Yarwood.  1981. Russia
- 628 Meng Hao-jan. Paul W. Kroll.  1981. China / William R. Schultz, editor
- 629 Chiang Yen. John Marney.  1981. China / William R. Schultz, editor
- 630 Canadian fiction. Joseph and Johanna Jones. 1981. Canada
- 631 Jaishankar Prasad. Rajendra Singh. 1982. India
- 632 Brian Moore. Hallvard Dahlie. 1981. Canada / Robert Lecker, editor
- 633 Jacques Rivière. Karen D. Levy. 1982. [French literature] / Maxwell A. Smith, editor
- 634 German baroque drama. Judith Popovich Aikin. 1982. [German literature] / Ulrich Weisstein, editor
- 635 Antun Gustav Matoš. Eugene E. Pantzer. 1981. Yugoslavia / John Loud, editor
- 636 Fedor Dostoevsky. William J. Leatherbarrow. 1981. Russia / Charles A. Moser, editor
- 637 Franz Grillparzer. Bruce Thompson. 1981. Germany / Ulrich Weisstein, editor
- 638 Jules Michelet. Oscar A. Haac. 1982. France / Maxwell A. Smith, editor
- 639 Charles Perrault. Jacques Barchilon and Peter Flinders. 1981. France / Maxwell Smith, editor
- 640 Eugène Fromentin. Emanuel J. Mickel, Jr. 1981. France / Maxwell Smith, editor
- 641 Jorge Guillén. G. Grant MacCurdy. 1982. Spain / Janet Pérez, editor
- 642 Julián Marías. Antón Donoso. 1982. Spain / Janet Pérez, editor
- 643 New Zealand fiction. Joseph and Johanna Jones. 1983.
- 644 Giovanni Boccaccio. Judith Powers Serafini-Sauli. 1982. [Italian literature] / Carlo L. Golino, editor
- 645 Herodotus. J.A.S. Evans. 1982.
- 646  Enrique A. Laguerre. Estelle Irizarry. 1982. [Puerto Rican literature] / Luis Dávila, editor
- 647 Heliodorus. Gerald N. Sandy. 1982. Greek literature / Ruch Scodel, editor
- 648 Tom Kristensen. Michael Byram. 1982. [Danish literature] / Leif Sjöberg, editor
- 649 Sigbjørn Obstfelder. Mary Kay Norseng. 1982. [Norwegian literature] / Leif Sjöberg, editor
- 650 Per Gunnar Evander. Karin Petheric. 1982. [Swedish literature] / Leif Sjoberg, editor
- 651 Ramón Menéndez Pidal. Steven Hess. 1982. [Spanish literature] / Janet Pérez, editor
- 652 Angel María de Lera. Mary Sue Listerman. 1982. [Spanish literature] / Janet Pérez, editor
- 653 The minor dramatists of seventeenth-century Spain. Vern G. Williamsen. 1982.
- 654 Juan de Mariana. Alan Soons. 1982. [Spanish literature] / Janet Pérez, Gerald Wade, editors
- 655 Mario Fratti. Jane F. Bonin. 1982.
- 656 Niccolò Machiavelli. Silvia Ruffo-Fiore. 1982.
- 657 Pier Paolo Pasolini. Pia Friedrich. 1982. [Italian literature] / Carlo Golino, editor
- 658 Gaspara Stampa. Fiora A. Bassanese. 1982. [Italian literature] / Carlo Golino, editor
- 659
- 660 Qian Zhongshu. Theodore Huters. 1982.
- 661 Masaoka Shiki. Janine Beichman. 1982.
- 662 Kinoshita Yūji. Robert Epp. 1982.
- 663  Wilson Harris. Hena Maes-Jelinek. 1982. [Caribbean literature] / Robert McDowell, editor
- 664 Pierre Drieu la Rochelle. Robert Barry Leal. 1982. [French literature] / Maxwell A. Smith, editor
- 665 Gaston Bachelard. Roch C. Smith. 1982. [French literature] / Maxwell A. Smith, editor
- 666 Ivan Bunin. Julian W. Connolly. 1982.
- 667 Mikhail Lermontov. John Garrard. 1982.
- 668 Alexander Sukhovo-Kobylin. Richard Fortune. 1982.
- 669 Heinrich Heine. Hanna Spencer. 1982. [German literature] / Ulrich Weisstein, editor
- 670 Gerhart Hauptmann. Warren R. Maurer. 1982. [German literature] / Ulrich Weisstein, editor
- 671 Carl Sternheim. Burghard Dedner. 1982. [German literature] / Ulrich Weisstein, editor
- 672 Boethius. Edmund Reiss. 1982.
- 673 Reynard the Fox. Thomas W. Best. 1983.
- 674 Stanisław Wyspiański. Tymon Terlecki. 1983.
- 675 Aeschylus. Lois Spatz. 1982. [Greek literature] / Ruth Scodel, editor
- 676 Stig Dagerman. Laurie Thompson. 1983. [Swedish literature] / Leif Sjoberg, editor
- 677 Lilika Nakos. Deborah Tannen. 1983.
- 678 E.P. Papanoutsos. G.P. Henderson. 1983.
- 679 Colette. Joan Hinde Stewart. 1983.
- 679 Colette. Joan Hinde Stewart. 1996. Updated ed.
- 680 Hugo Grotius. Christian Gellinek. 1983.
- 681 Alfred Jarry. Linda Klieger Stillman. 1983.
- 682 Alain Robbe-Grillet. Ilona Leki. 1983.
- 683 José Revueltas. Sam L. Slick; edited by Luis Davila. 1983.
- 684 Anne Hébert. Delbert W. Russell. 1983. Canadian literature
- 685 Juan Benet. Vicente Cabrera. 1983. [Spanish literature] / Janet Pérez, editor
- 686 The post-civil war Spanish social poets. Santiago Daydí-Tolson. 1983.
- 687 Jesús Fernández Santos. David K. Herzberger. 1983.
- 688 Old high German literature. Brian O. Murdoch. 1983.
- 689 Johann Beer. James Hardin. 1983. [German literature] / Ulrich Weisstein, editor
- 690 German humanism. Eckhard Bernstein. 1983. [German literature] / Ulrich Weisstein, editor
- 691 Matthias Claudius. Herbert Rowland. 1983. [German literature] / Ulrich Weisstein, editor
- 692 Juan Rulfo. Luis Leal. 1983.
- 693 Juan José Arreola. Yulan M. Washburn. 1983. Mexico
- 694 Cen Shen. Marie Chan. 1983.
- 695 Camara Laye. Sonia Lee. 1984. French literature / David O’Connell, editor
- 696 Senegalese literature : a critical history. Dorothy S. Blair. 1984.
- 697 Jean-Paul Sartre. Catharine Savage Brosman. 1983. French literature / David O’Connell, editor
- 698 Honoré d’Urfé. Louise K. Horowitz. 1984. French literature
- 699 Charles d’Orléans. David A. Fein. 1983. [French literature] / Maxwell Smith, editor
- 700 Théodore de Banville. Alvin Harms. 1983. French literature / Maxwell Smith, editor

### 701–800
- 701 Blaise Pascal. Hugh M. Davidson. 1983. French literature. Maxwell A. Smith, editor
- 702 Yves Bonnefoy. Mary Ann Caws. 1984. French literature / David O’Connell, Maxwell A. Smith, editor
- 703 Dada : performance, poetry, and art. John D. Erickson. 1984
- 704 Georges Feydeau. Manuel A. Esteban. 1983. French literature / David O’Connell, editor
- 705 Antoine de Saint-Exupéry. Joy D. Marie Robinson. 1984. French literature / Maxwell Smith, editor
- 706 Vladimir Mayakovsky. Victor Terras. 1983.
- 707 Mordecai Richler. Victor J. Ramraj. 1983. Canadian literature / Robert Lecker, editor
- 708 Hugh MacLennan. T.D. MacLulich. 1983. Canadian literature / Robert Lecker, editor
- 709 Hugh Hood. Keith Garebian. 1983. Canadian Literature
- 710 Thomas H. Raddall. Alan R. Young. 1983. Canadian literature / Robert Lecker, editor
- 711 Patrick White. John A. Weigel. 1983. Australian literature
- 712 The Nibelungenlied. Winder McConnell. 1984. German literature
- 713 Persius. Mark Morford. 1984 Latin literature / Philip Levine, editor
- 714 Lazarillo de Tormes. Robert L. Fiore. 1984. Spanish literature
- 715 Knut Hamsun. Harald Næss. 1984. Scandinavian literature / Leif Sjöberg, editor
- 716 Tove Jansson. W. Glyn Jones. 1984. Scandinavian literature / Leif Sjöberg, editor
- 717 Icelandic sagas. Paul Schach. 1984. Scandinavian literatur
- 718 Johannes V. Jensen. Sven H. Rossel. 1984. Scandinavian literature / Leif Sjöberg, editor
- 719 Douglas Blackburn. Stephen Gray. 1984. African literature / Bernth Lindfors, editor
- 720 Dan Jacobson. Sheila Roberts; Bernth Lindfors, editor. 1984. African literature
- 721 Writer-painters of contemporary Spain. Estelle Irizarry. 1984. Spanish literature / Janet Pérez, editor
- 722 Achim von Arnim. Roland Hoermann. 1984. German literature / Ulrich Weisstein, editor
- 723 Simone Weil. John M. Dunaway. 1984. French literature
- 724 The Marquis de Sade. Lawrence W. Lynch. 1984. French literature
- 725 Raymond Radiguet. James P. McNab. 1984. French literature / David O’Connell, editor
- 726 Gabrielle Roy. M.G. Hesse. 1984. French literature / David O’Connell, editor
- 727 Maghrebian literature in French. Joan Phyllis Monego. 1984. [French literature] / David O’Connell, editor
- 728 Charles Sorel. Gabrielle Verdier. 1984. French literature / David O’Connell, editor
- 729 Geneviève Gennari. Jean Hardy Robinson. 1984. French literature / David O’Connell, editor
- 730 H.-R. Lenormand. Robert Emmet Jones. 1984. French literature / David O’Connell, editor
- 731 Sophocles. Ruth Scodel. 1984. Greek literature
- 732 Vittorio Alfieri. Franco Betti. 1984. Italian literature / Anthony Oldcorn, editor
- 733 Eduardo De Filippo. Mario B. Mignone. 1984. Italian literature / Anthony Oldcorn, editor
- 734 J. P. Clark. Robert M. Wren. 1984. African literature
- 735 Australian fiction. Joseph and Johanna Jones. 1983.
- 736 Gonzalo Torrente Ballester. Janet Pérez. 1984. Spanish literature
- 737
- 738 Friedrich Hölderlin. Richard Unger. 1984. German Literature / Ulrich Weisstein
- 739
- 740 Margaret Atwood. Jerome H. Rosenberg. 1984. Canadian literature / Robert Lecker, editor
- 741 Selma Lagerlöf. Vivi Edström; translated by Barbara Lide. 1984. Scandinavian literatur / Leif Sjöberg, editor
- 742
- 743 Alex La Guma. Cecil A. Abrahams. 1985. African literature / Bernth Lindfors, editor
- 744 Hermann Bahr. Donald G. Daviau. 1985. German literature / Ulrich Weisstein, editor
- 745 Terence. Walter E. Forehand. 1985. Latin literature / Philip Levine, editor
- 746 L’Abbé Prévost. Richard A. Smernoff. 1985. French literature
- 747 Michel Tournier. William Cloonan. 1985. French literature
- 748 Alejandro Casona. Harold K. Moon. 1985. Spanish literature / Janet Pérez, editor
- 749 Gabriel García Márquez. Raymond L. Williams. 1984. Latin American literature / David Foster, editor
- 750 Mikhail Bulgakov. Nadine Natov. 1985. Russian literature / Charles Moser, editor
- 751 Clément Marot. George Joseph. 1985.
- 752 The contemporary Spanish novel, 1939–1975. Margaret E.W. Jones. 1985. Spanish literature / Janet Pérez, editor
- 753 Giacomo Leopardi. Gian Piero Barricelli. 1986. Italian literature / Anthony Oldcorn, editor
- 754 René Maran. Keith Cameron. 1985. French literature / David O’Connell, editor
- 755 Clarice Lispector. Earl E. Fitz. 1985. Latin American literature / David Foster, editor
- 756 Alejo Carpentier. Donald L. Shaw. 1985. Latin American literature
- 757 Violette Leduc. Isabelle de Courtivron. 1985. French literature
- 758 Marguerite Yourcenar. Pierre L. Horn. 1985. French literature / David O’Connell, editor
- 759 Augustine. James J. O’Donnell. 1985. Latin literature / Philip Levine, editor
- 760 Françoise Mallet-Joris. Lucille Frackman Becker. 1985. French literature / David O’Connell, editor
- 761 George Sand. David A. Powell. 1990. French literature / David O’Connell, editor
- 762 Mario Vargas Llosa. Dick Gerdes. 1985. Latin American literature / David Foster, editor
- 763 Raymond Queneau. Allen Thiher. 1985. French literature / David O’Connell, editor
- 764 The modern Spanish novel, 1898–1936. Ricardo Landeira. 1985. Spanish literature / Janet Pérez, editor
- 765 Léopold Sédar Senghor. Janice Spleth. 1985. French literature / David O’Connell, editor
- 766 The French novel of Quebec. Maurice Cagnon. 1986. French-Canadian literature
- 767 Jorge Amado. Bobby J. Chamberlain. 1990. Latin American Literature / David W. Foster, editor
- 768 Robert Kroetsch. Robert Lecker. 1986. Canadian literature
- 769 Pablo Neruda. Marjorie Agosin; translated by Lorraine Roses. 1986. Latin American literature
- 770 Archibald Lampman. L.R. Early. 1986. Canadian literature / Robert Lecker, editor
- 771 John Metcalf. Barry Cameron. 1986. Canadian literature / Robert Lecker, editor
- 772 Leo Tolstoy. William W. Rowe. 1986. Russian literature / Charls A. Moser, editor
- 773 Pindar. William H. Race. 1986. Greek literature / Ruth Scodel, editor
- 774 French-Canadian theater. Jonathan M. Weiss. 1986. French-Canadian literature / David O’Connell, editor
- 775 The French essay. Theodore P. Fraser. 1986. French literature / David O’Connell, editor
- 776 Ivan Turgenev. A.V. Knowles. 1988. Russian literature / Charles A. Moser, editor
- 777
- 778 Eugenio Montale. Jared Becker. 1986. Italian literature / Anthony Oldcorn, editor
- 779
- 780 Robertson Davies. Michael Peterman. 1986. Canadian literature / Robert Lecker, editor
- 781 Maxim Gorky. Barry P. Scherr. 1988. Russian literature / Charles Moser, editor
- 782 Isaac Babel. Milton Ehre. 1986. Russian literature / Charles A. Moser, editor
- 783 Octavio Paz. Jason Wilson. 1986. Latin American literature
- 784 Dorothy Livesay. Lee Briscoe Thompson. 1987. Canadian literature / Robert Lecker, editor
- 785 Cesare Pavese. Áine O’Healy. 1988. Italian literature / Anthony Oldcorn, editor
- 786 Johann Gottfried Herder. Wulf Koepke. 1987. German literature
- 787
- 788 La Fontaine. Marie-Odile Sweetser. 1987. French literature / David O’Connell, editor
- 789
- 790 Alain-Fournier. Stephen Gurney. 1987. French literature
- 791 The romance of the Rose. Heather M. Arden. 1987. French literature / David O’Connell, editor
- 792 Claude Lévi-Strauss. Roland A. Champagne. 1987. French literature / David O’Connell, editor
- 793 Luis Coloma. Gerard Flynn. 1987. Spanish literature / Janet Pérez, editor
- 794 Diego Hurtado de Mendoza y Guevara. David H. Darst. 1987. Spanish literature
- 795 Italo Svevo. Beno Weiss. 1987. Italian literature / Anthony Oldcorn, editor
- 796 Rainer Maria Rilke. Patricia Pollock Brodsky. 1988. German literature / Ulrich Weisstein, editor
- 797 Françoise Sagan. Judith Graves Miller. 1988. French literature / David O’Connell, editor
- 798 Contemporary women writers of Spain. Janet Pérez. 1988. Spanish literature
- 799 Osip Mandelstam. Jane Gary Harris. 1988. Russian literature / Charles A. Moser, editor
- 800 Alice Munro. E.D. Blodgett. 1988. Canadian literature / Robert Lecker, editor

### 801–
- 801 E. J. Pratt. Robert G. Collins. 1988. Canadian literature / Robert Lecker, editor
- 802 Medieval Catalan literature : prose and drama. David J. Viera. 1988. Spanish literature / Donald W. Bleznick, Janet Pérez, editors
- 803 Antonio Enríquez Gómez. Glen F. Dille. 1988. Spanish literature / Donald W. Bleznick, Janet Pérez, editor
- 804 Nicasio Alvarez de Cienfuegos. Edward V. Coughlin. 1988. Spanish literature
- 805 Gabriele D’Annunzio. Charles Klopp. 1988. Italian literature / Anthony Oldcorn, editor
- 806 Northrop Frye. Ian Balfour. 1988. Canadian literature / Robert Lecker, editor
- 807 Pero López de Ayala. Constance L. Wilkins. 1989. Spanish literature / Donald W. Bleznic, Janet Pérez, editor
- 808 Antonio Gramsci. Robert S. Dombroski. 1989. Italian literature / Anthony Oldcorn, editor/aa
- 809 Machado de Assis. Earl E. Fitz. 1989. Latin American literature / David Foster, editor
- 810–811 The subversive tradition in French literature. Leo Weinstein. 1989. French literature / David O’Connell, editor v. 1, v. 2
- 812 The Renaissance Catalan novel. Patricia J. Boehne. 1989. Spanish literature / Janet Pérez, editor
- 813 Twentieth-century French women novelists. Lucille Frackman Becker. 1989. French literature / David O'Coneell, editor
- 814 Michel Foucault. David R. Shumway. 1989. French literature / David O’Connell
- 815 Angelo Beolco (Il Ruzante). Linda L. Carroll. 1990. Italian literature / Anthony Oldcorn, editor
- 816 Julio Cortázar. Terry J. Peavler. 1990. Latin American literature / David W. Foster, editor
- 817 Jacques Lacan. Jonathan Scott Lee. 1990. French literature / David O’Connell, editor
- 818 French structuralism. Roland A. Champagne. 1990. French literature / David O’Connell, editor
- 819 Borges revisited. Martin S. Stabb. 1991. Latin American literature / David W. Foster, editor
- 820 Simone de Beauvoir revisited. Catharine Savage Brosman. 1991. French literature / David O’Connell, editor
- 821 Aimé Césaire. Janis L. Pallister.  1991. Caribbean literature / David O’Connell, editor
- 822 The French theater of the absurd. Deborah B. Gaensbauer. 1991. French literature / David O’Connell, editor
- 823 Children’s literature in Canada. Elizabeth Waterston. 1992. Children's literature / Ruth K. MacDonald, editor
- 824 Jean and Laurent de Brunhoff : the legacy of Babar. Ann Meinzen Hildebrand. 1991. Children's literature / Ruth K. MacDonald, editor
- 825 Emile Zola revisited. William J. Berg and Laurey K. Martin.  1992. French literature / David O’Connell, editor
- 826
- 827 Charles Baudelaire revisited. Lois Boe Hyslop.  1992. French literature / David O’Connell, editor
- 828 Peter Handke. Richard Arthur Firda. 1993.
- 829 Montesquieu revisited. Peter V. Conroy, Jr.  1992. French literature
- 830 Marcel Proust revisited. Barbara J. Bucknall.  1992. French literature / David O’Connell, editor
- 831 Theodor Fontane. William L. Zwiebel. 1992. German literature / David O’Connell, editor
- 832 Jules Verne. Lawrence Lynch.  1992.
- 833 Wole Soyinka revisited. Derek Wright. 1993. African literature / Bernth Lindfors, editor
- 834 L. M. Montgomery. Genevieve Wiggins.  1992. Children's literature / Ruth K. MacDonald, editor
- 835 Michael Ondaatje. Douglas Barbour.  1993. Canadian literature / Robert Lecker, editor
- 837 Rabelais revisited. Elizabeth Chesney Zegura and Marcel Tetel. 1993. French literature / David O’Connell, editor
- 838 Medieval French romance. Douglas Kelly. 1993. French literature / David O’Connell, editor
- 839 Stendhal revisited. Emile J. Talbot.  1993. French literature
- 840 Marguerite Duras revisited. Marilyn R. Schuster.  1993. French literature
- 841 The modern Catholic novel in Europe. Theodore P. Fraser. 1994.
- 842 Robert Pinget. Léonard A. Rosmarin. 1995. French literature
- 843 Elias Canetti. Thomas H. Falk. 1993.
- 844 François Mauriac revisited. David O’Connell. 1995. French literature
- 845 Michel de Ghelderode. David B. Parsell.  1993. French literature / David O’Connell, editor
- 846
- 847 Spanish chronicles of the Indies: sixteenth century. James C. Murray. 1994. Spanish literature
- 848 Alexis de Tocqueville. Matthew Mancini. 1994. French literature / David O’Connell, editor
- 849 Germaine de Staël revisited. Gretchen Rous Besser.  1994. French literature / David O’Connell, editor
- 850 Paul Valéry revisited. Walter Putnam.  1995. French literature
- 851 Astrid Lindgren. Eva-Maria Metcalf. 1995. Children's literature
- 852 French theater since 1968. Bettina L. Knapp. 1995. French literature
- 853 African children's and youth literature. Osayimwense Osa. 1995. African literature / Ruth K. MacDonald, editor
- 854 Jacques Derrida. Roland A. Champagne. 1995. French literature
- 855 Chrétien de Troyes revisited. Karl D. Uitti with Michelle A. Freeman. 1995. French literature
- 856 Marie-Claire Blais. Mary Jean Green. 1995. Canadian literature
- 857 Friedrich Nietzsche. Robert C. Holub. 1995. German literature / David O’Connell, editor
- 858 Modern and contemporary Spanish women poets. Janet Pérez. 1996. Spanish literature
- 859 Pierre Boulle. Lucille Frackman Becker. 1996. French literature
- 860 Hélène Cixous. Lynn Kettler Penrod. 1996. French literature
- 861 Alberto Moravia. Thomas Erling Peterson, 1996. Italian literature
- 862 G. W. F. Hegel: the philosophical system. Howard P. Kainz. 1996. German literature
- 863 Eugène Ionesco revisited. Deborah B. Gaensbauer. 1996. French literature
- 864 François Villon revisited. David A. Fein. 1997. French literature
- 865 Olive Schreiner. Cherry Clayton. 1997. African literature
- 866 Gustave Flaubert. William J. Berg and Laurey K. Martin. 1997. French literature
- 867 Black writers and the Hispanic canon. Richard Jackson. 1997
- 868 E. T. A. Hoffmann. James M. McGlathery. 1997. German literature
- 869 New directions in African fiction. Derek Wright. 1997
- 870 Reinaldo Arenas. Francisco Soto. 1998. Cuban literature / David William Foster, editor
- 871 Mavis Gallant. Danielle Schaub. 1998. Canadian literature / Robert Lecker, editor
- 872 Georges Bataille. Roland A. Champagne. 1998. French literature / David O’Connell, editor
- 873 Jean-Jacques Rousseau. Peter V. Conroy, Jr. 1998. French literature / David O’Connell, editor
- 874 Pierre Corneille revisited. Claire L. Carlin. 1998. French literature / David O’Connell, editor
- 875 Timothy Findley. Diana Brydon. 1998. Canadian literature / Robert Lecker, editor
- 876 Nuruddin Farah. Patricia Alden, Louis Tremaine. 1999. African literature / Bernth Lindfors, editor
- 877 Christa Wolf. Gail Finney. 1999. German literature / David O’Connell, editor
- 878 Jean Racine revisited. Ronald W. Tobin. 1999. French literature / David O’Connell, editor
- 879 Günter Grass revisited. Patrick O’Neill. 1999. German literature / David O’Connell, editor
- 880 Amos Tutuola revisited. Oyekan Owomoyela. 1999. African literature
- 881 Nadine Gordimer revisited. Barbara Temple-Thurston. 1999. African literature
- 882 Bessie Head. Craig MacKenzie. 1999. African literature
- 883 Victor Hugo. Laurence M. Porter. 1999. French literature
- 884 Goethe. Irmgard Wagner. 1999. German literature / David O’Connell, editor
- 885 Sigmund Freud revisited. Richard W. Noland. 1999. German literature
- 886 Cuban writers on and off the island: contemporary narrative fiction. Pamela Maria Smorkaloff. 1999. Latin American literature / David William Foster, editor
- 887 Margaret Atwood revisited. Karen F. Stein. 1999. Canadian literature / Robert Lecker, editor
- 888 Georges Simenon revisited. Lucille F. Becker. 1999 French literature / David O’Connell, editor
- 889 Voltaire revisited. Bettina L. Knapp. 2000. French literature / David O’Connell, editor
- 890 Ngũgĩ wa Thiongʾo. Oliver Lovesey. 2000. African literature / Bernth Lindfors, editor
- 891 Camilo José Cela revisited: the later novels. Janet Pérez. 2000.
- 892 José Vasconcelos and the writing of the Mexican Revolution. Luis A. Marentes. 2000. Twayne's Hispanic Americas series
- 893 Isabel Allende. Linda Gould Levine. 2002